# 春祈秋報
春祈秋報為客家春秋兩季以祭祀土地伯公為主的慶典活動。
還福（太平福）通常在農曆十月十五日以後至農曆十二月二十五日。十二月二十五日入年駕時，當年福首以客家八音，到庄內各伯公壇請伯公（請全村所有的土地伯公到指定的寺廟或伯公壇等祭祀地點），晚上行還福儀式（還神祭典、太平福）。由於送神時土地神依舊得留滯於當地，方有此俗。其間行拜天公與三獻禮祭典，祭品如全豬、全羊、金香紙燭等，分上中下界。正月十五日行祈福儀式（還神祭典、新年福）後，再送伯公（把土地伯公送回）。